# Coda tronca

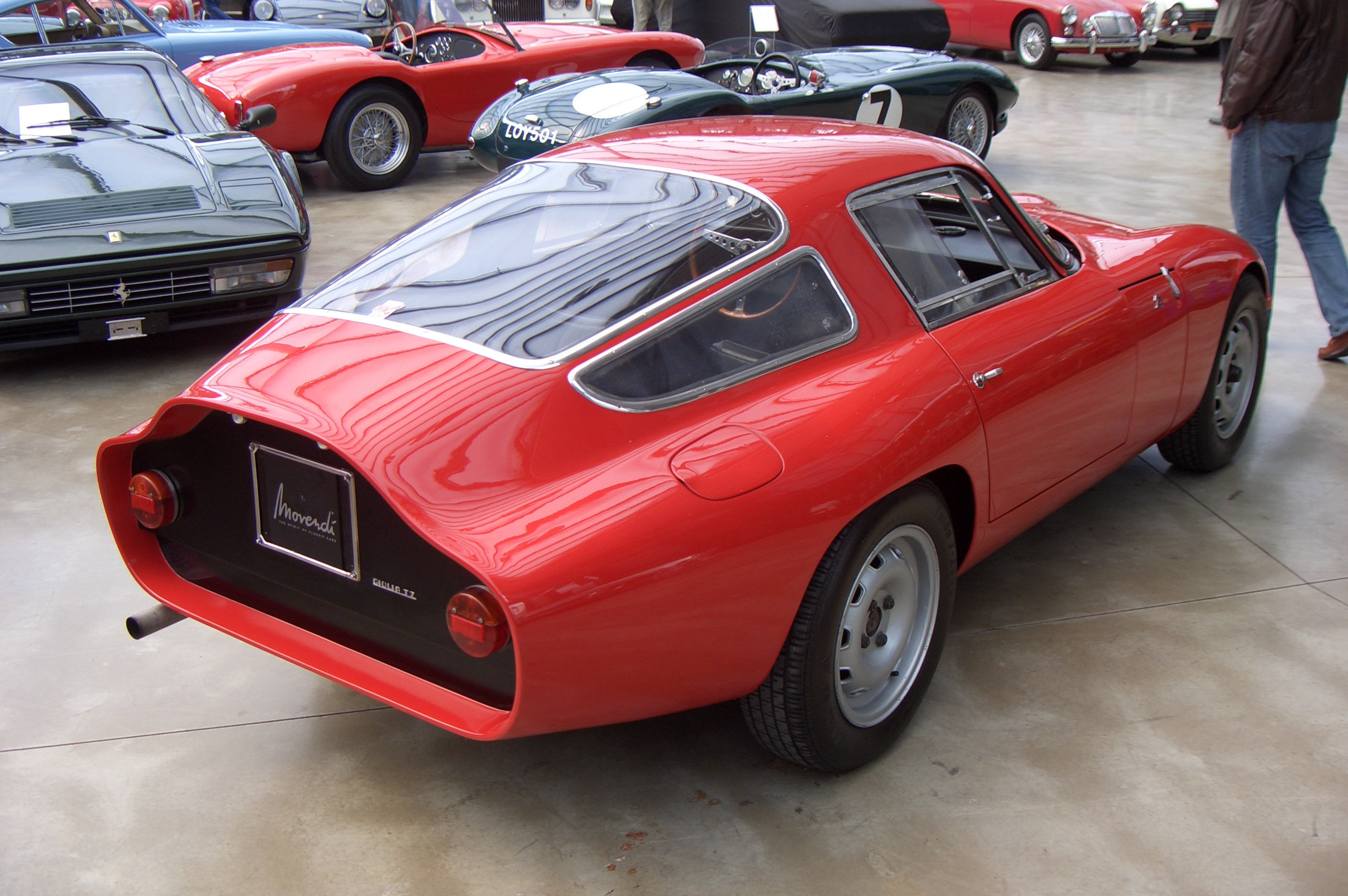
Posteriore di un'Alfa Romeo Giulia TZ del 1963, tipico esempio di carrozzeria a Coda tronca

La coda tronca, anche detta forma K o coda di Kamm, è un tipo di carrozzeria per automobili che deriva dagli studi dell'ingegnere aerodinamico tedesco Wunibald Kamm svolti negli anni trenta.

## Definizione

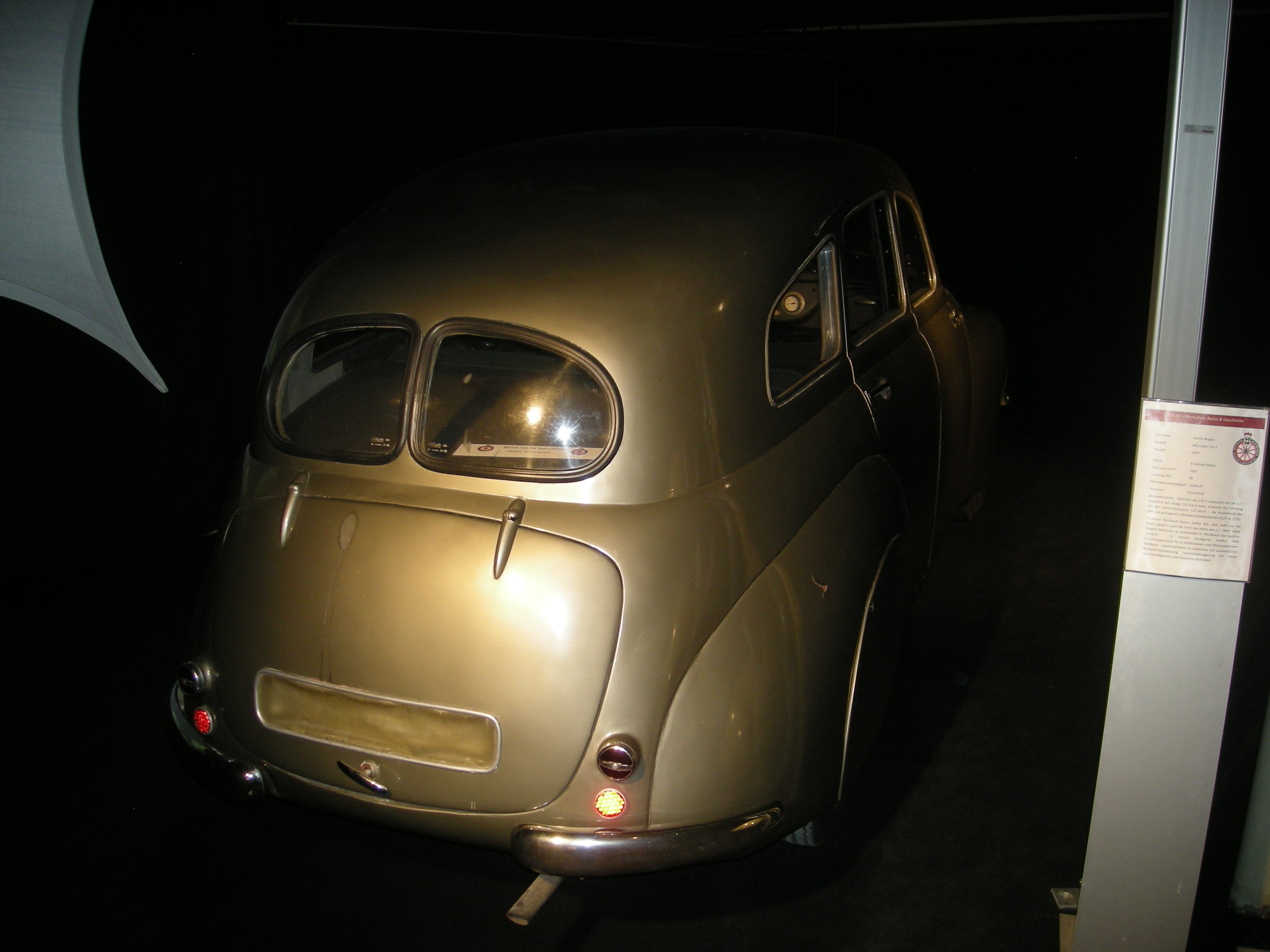
Uno dei prototipi di Kamm del 1939, su autotelaio Mercedes 170 V

Essa è caratterizzata dalle fiancate che nella parte posteriore vengono nettamente troncate con chiusura perpendicolare al terreno. Il risultato è una forma della carrozzeria che rispetto alla carrozzeria a goccia richiedono meno ingombri esterni e minor peso, perdendo una minima frazione sull'efficienza aerodinamica.
La coda tronca rappresenta quindi un ottimo compromesso tra la penetrazione aerodinamica e i requisiti di praticità quotidiana dell'automobile. Coda tronca è un termine prettamente italiano: in Europa tale tipo di carrozzeria è conosciuto col nome di Kamm tail oppure K-tail, mentre negli USA il termine usato è Kammback.
Tra le prime autovetture di grande serie ad adottare la carrozzeria a coda tronca ricordiamo la Fiat 850 Coupé del 1965, la Citroën GS del 1970 e l'Alfa Romeo Alfasud del 1972.

## Concetto aerodinamico

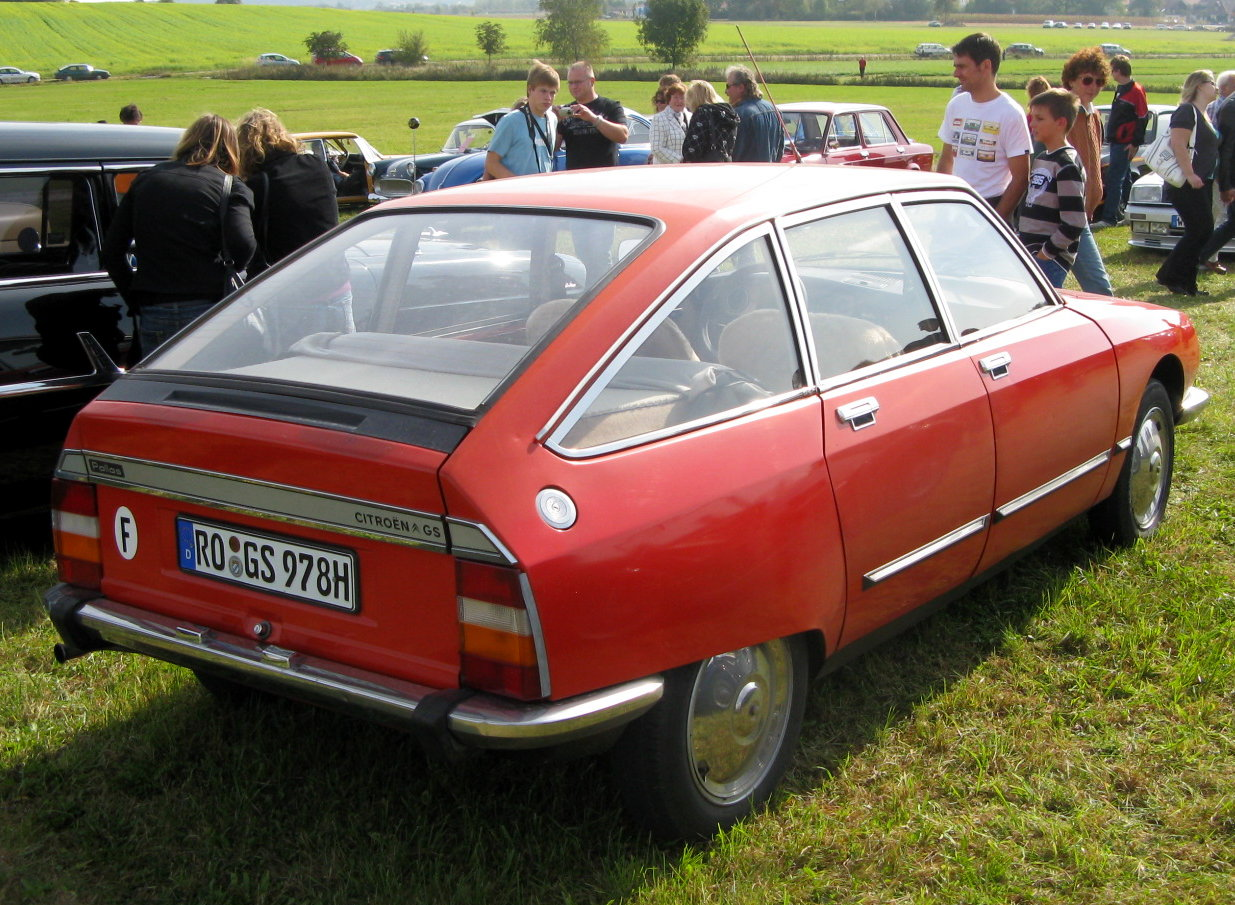
Una Citroën GS

Sebbene la dinamica dei fluidi imponga la forma a goccia quale quella con la minor resistenza aerodinamica, Wunibald Kamm scoprì che il taglio o l'appiattimento della rastrematura della coda della "goccia" in un punto intermedio e il suo contemporaneo abbassamento verso il suolo permetteva di ottenere gran parte dei benefici della "goccia completa", senza dover tuttavia confrontarsi con i connessi problemi di ingombro e peso. Il flusso d'aria, una volta incamminatosi lungo il profilo rastremato di una coda "a goccia", tendeva a seguire tale traiettoria a dispetto dell'assenza della parte terminale. Tale effetto è denominato Kamm effect.

## Definizione

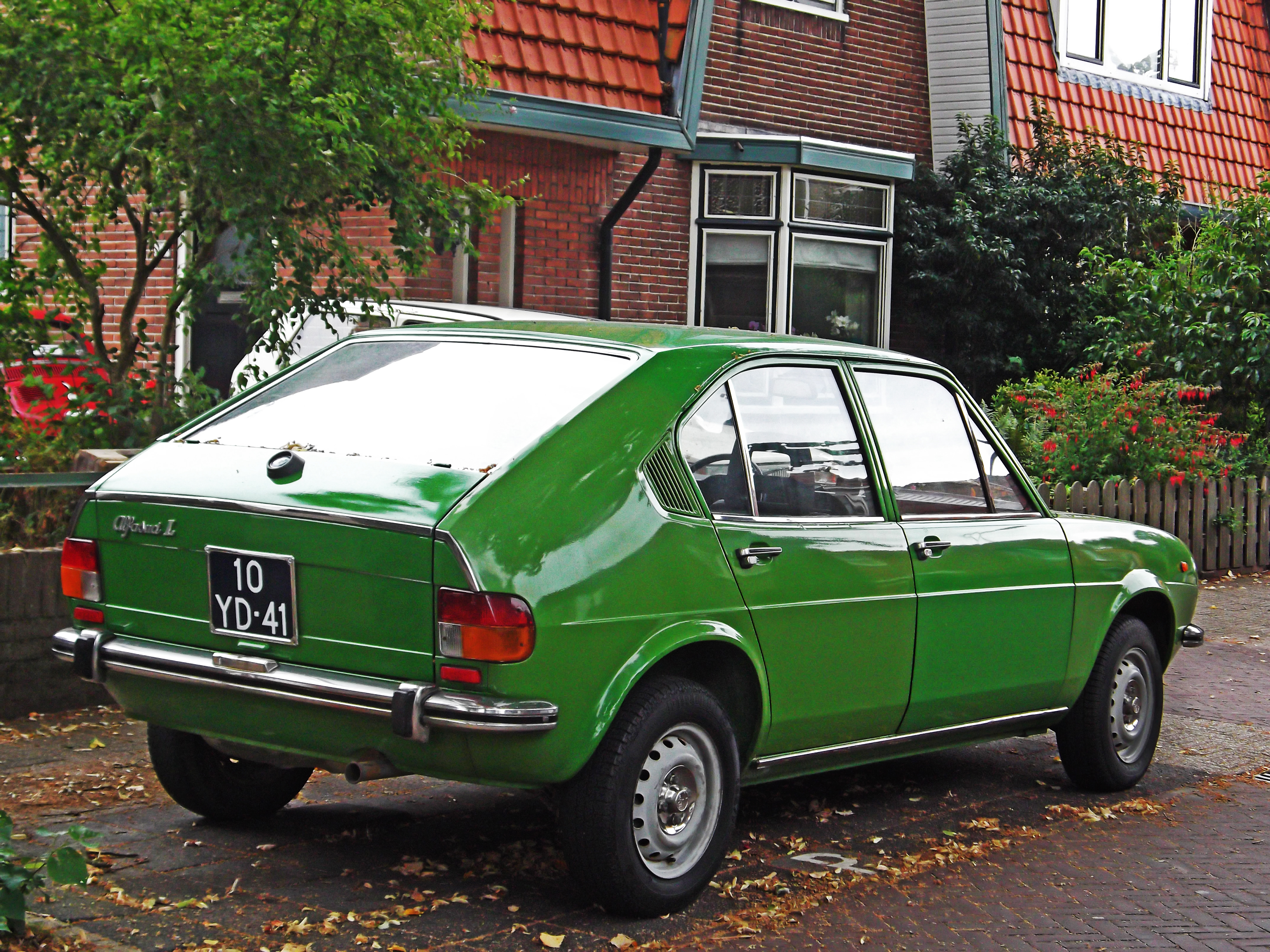
Un'Alfa Romeo Alfasud

Non c'è concordanza su quali siano le proporzioni della coda tronca (o di Kamm) "originale". In base alla definizione classica, la coda dovrebbe essere "tronca" quando essa è rastremata fino alla metà della sezione massima, valore che secondo Kamm rappresentava un buon compromesso in quanto dava i migliori risultati alle velocità tipiche delle autovetture. Per questo motivo un minivan non si può definire coda tronca, così come neppure le numerose auto dalla coda squadrata.
Nei decenni scorsi molte case costruttrici ponevano l'accento sul disegno Coda tronca dei loro prodotti, ma tale pratica pubblicitaria è caduta in disuso allorquando questi concetti sono stati largamente assimilati nelle moderne autovetture.